# Sociedade controladora bancária
Uma sociedade controladora bancária (também holding bancária) é uma empresa que controla um ou mais bancos, mas que não necessariamente exerce atividades bancárias diretamente.

## Reino Unido
No Reino Unido, o Banco da Inglaterra se refere às sociedades controladoras bancárias como “sociedades financeiras controladoras-mãe” ou “sociedades mistas financeiras controladoras-mãe”.